# Skin (britische Band)

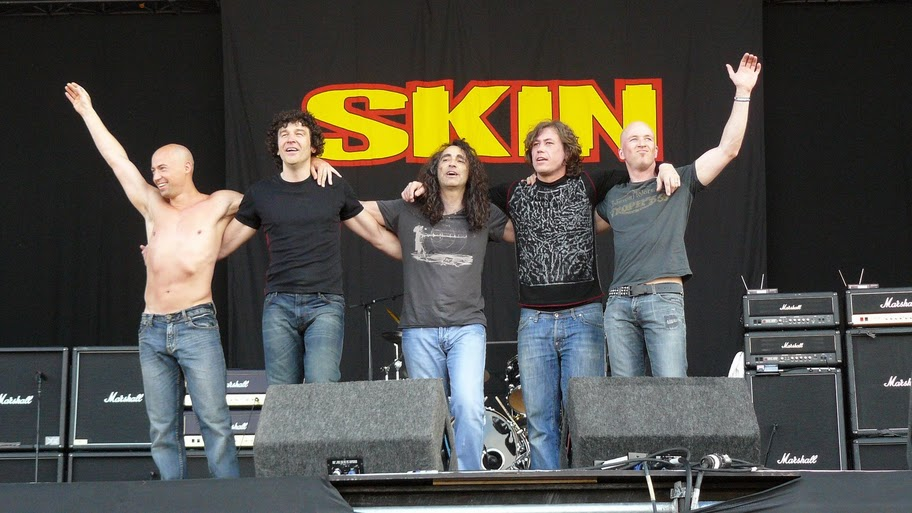
Skin beim Download Festival (2009)

Skin war eine 1992 gegründete britische Hard-Rock-Band. Sie existierte bis 2013.

## Geschichte
Die Gruppe wurde von Myke Gray und Andy Robbins, Neville MacDonald und Dicki Fliszar gegründet. Gray und Robbins hatten gemeinsam in der Band Jagged Edge gespielt, Robbins war auch Mitglied von Tokyo Blade gewesen. MacDonald kam von der Gruppe Kooga, Fliszar war zuvor Mitglied der Band von Bruce Dickinson gewesen und hatte bei der deutschen Hardrock-Band Vamp gespielt, mit der er das Album „The Rich Don’t Rock“ aufgenommen hatte.
Die Band nannte sich zunächst „Taste“, probierte jedoch auch anderen Namen wie „Obsession“, „Bad For Good“ und „Phoenix“ aus, während sie einige Club-Konzerte spielte. Der Gruppe wurde ein Management-Vertrag mit Sanctuary Management angeboten, außerdem bekam sie einen Plattenvertrag mit dem Label Parlophone. Bruce Dickinson machte den Produzenten Keith Olsen auf die Band aufmerksam, der anbot, das Debütalbum in seinem Studio in Los Angeles zu produzieren. Die Gruppe nahm das Angebot an, war aber mit dem Ergebnis nicht ganz zufrieden und nahm weitere drei Titel auf, die von Shay Baby produziert wurden.
Die Gruppe entschied sich kurz vor der Veröffentlichung des Albums für den Bandnamen „Skin“ und ging als Vorgruppe der Little Angels auf eine 14-tägige Tournee in Großbritannien. Eine weitere Tournee als Support für die Band Thunder folgte, bevor die EP „The Skin Up EP“ 1993 veröffentlicht wurde. Die zweite Single war „House of Love,“ die dritte, „Money“, gelangte in die britischen Single-Charts und erreichte Platz 18. Das selbstbetitelte Debütalbum erreichte die Top 10 in Großbritannien und gelangte auf Platz 9 der Album-Charts. Skin trat beim Monsters of Rock Festival in Donington auf und veröffentlichte anschließend eine weitere Single: „Tower of Strength“ erreichte Platz 19 der Charts.
1995 veröffentlichte Skin „Live at The Borderline“. Eine auf 50 Stück limitierte Auflage dieses Livealbums, das ausschließlich Coverversionen von Songs anderer Bands (u. a. Van Halen, Led Zeppelin, Fleetwood Mac) enthielt, wurde als kostenlose Beilage einer Ausgabe des Magazins Kerrang! herausgegeben und wurde dadurch zu einem seltenen Sammlerstück. Kurz danach wurde das Album in Japan jedoch regulär veröffentlicht.
1996 stieß Colin McLeod zur Band. Er spielte bei den Konzerten Keyboards, war aber ansonsten nur als Sessionmusiker für die Skin tätig. Das mit McLeod aufgenommene zweite Album der Band konnte nicht an den Erfolg des Debütalbums anschließen: „Lucky“ erreichte Platz 38 der britischen Charts, die beiden ausgekoppelten Singles, „How Lucky You Are“ und „Perfect Day,“ erreichten nur minimal bessere Platzierungen. In der Folge verlor Skin den Plattenvertrag mit Parlophone; der Vertrag für Japan blieb jedoch bestehen.
Für den japanischen Markt nahmen Skin 1997 „Big Fat Slice of Life“ auf. Von diesem Album wurden die Titel „Blow My Mind,“ „Shine Like Diamonds,“ „Tripping,“ „Love Like Suicide,“ „Winners And Losers,“ „Bittersweet,“ „Pleasure“ und „Blue Wave“ für „Experience Electric,“ das dritte in Europa veröffentlichte Studioalbum, überarbeitet; „Blue Wave“ wandelte sich dabei zum Titelstück des Albums. Kurz zuvor hatte die Gruppe durch ihren Fanclub eine selbst finanzierte CD-Single mit den Songs „Degeneration“ und „Big Fat Slice of Life“ veröffentlicht.
Beim Download-Festival 2009 trat die Band in Originalbesetzung wieder auf, zuvor hatte die Gruppe einige kleinere Konzerte in Clubs in London und Wolverhampton gespielt. Im Anschluss veröffentlichte die Gruppe ein Akustikalbum mit dem Titel „Up Close and Personal“ und unternahm im Winter 2009 eine kleine Tournee durch Großbritannien. 2010 veröffentlichte die Gruppe ihr letztes Album, „Breaking The Silence,“ trat noch einmal im Rahmen des Download Festivals auf und kündigte eine weitere Abschiedstournee an, die im Dezember 2010 stattfand.
Am 28. Mai 2013 meldet die Band auf ihrer offiziellen Webseite, dass Neville MacDonald die Band aus persönlichen Gründen mit sofortiger Wirkung verlasse. Alle zukünftigen Auftritte einschließlich der „20th Anniversary Tour“ seien damit hinfällig. Drummer Dicki Fliszar kommentiert in seinem Facebook-Profil „Dear SKIN fans. Bad news. There will be no tour and no more SKIN.“
Neville MacDonald ist musikalisch aber weiterhin in seiner 2012 gegründeten Band Hand Of Dimes aktiv, bei der u. a. auch Ex-Kooga-Keyboarder Neil Garland mitwirkt.
Myke Gray veröffentlichte 2017 ein instrumentelles Soloalbum mit dem Titel „Shades of Gray“.

## Diskografie
Studioalben
- 1993: Skin
- 1996: Lucky
- 1997: Big Fat Slice of Life (Japan)
- 1997: Experience Electric
- 2010: Breaking the Silence

Livealben
- 1995: Live at the Borderline (Japan)
- 1998: Hasta La Vista, Baby!
- 2009: Up Close And Personal